# 圣洛杜尔维尔
圣洛杜尔维尔（法語：Saint-Lô-d'Ourville，法語發音：[sɛ̃ lo duʁvil]）是法国芒什省的一个旧市镇，属于瑟堡区。2019年，圣洛杜尔维尔与临近的2个市镇合并为新市镇滨海巴伊港。

## 地理
圣洛杜尔维尔（49°20'5"N, 1°40'10"W）面积10.7 平方千米，位于法国诺曼底大区芒什省，该省份为法国西北部沿海省份，西、北、东北三面环大西洋，东起顺时针与卡爾瓦多斯省、奧恩省、马耶讷省和伊勒-维莱讷省接壤。
与圣洛杜尔维尔接壤的市镇（或旧市镇、城区）包括：康维尔拉罗克、代讷维尔、波尔巴伊。

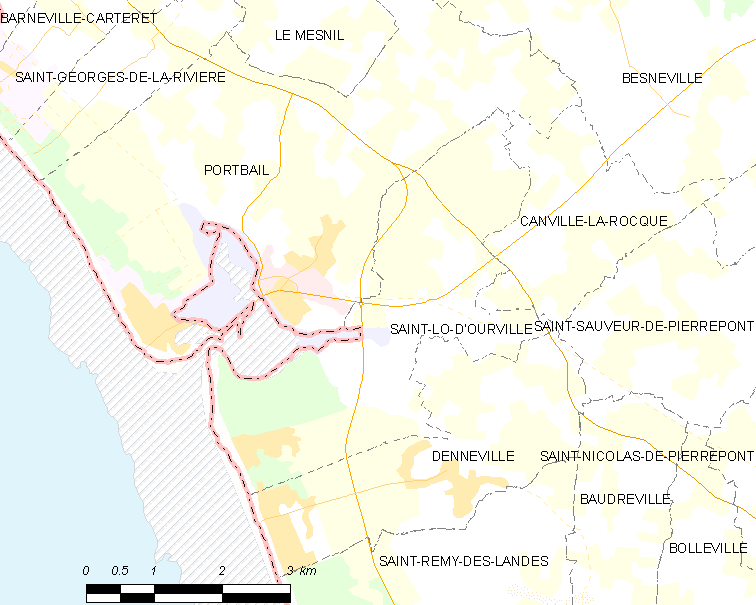
圣洛杜尔维尔的OSM定位图

圣洛杜尔维尔的时区为UTC+01:00、UTC+02:00（夏令时）。

## 行政
圣洛杜尔维尔的邮政编码为50580，INSEE市镇编码为50503。

## 政治
圣洛杜尔维尔所属的省级选区为莱皮约县。

## 人口

1962-2008年间圣洛杜尔维尔人口变化图示

圣洛杜尔维尔于2018年1月1日时的人口数量为495人。